# Lampyris pseudozenkeri
Lampyris pseudozenkeri is een keversoort uit de familie glimwormen (Lampyridae). De wetenschappelijke naam van de soort is voor het eerst geldig gepubliceerd in 1999 door Geisthardt.